# Nicholas Procter Burgh
Nicholas Procter Burgh (Callington, 1834 – Croydon, 1900) è stato un ingegnere britannico, noto per il suo lavoro sui motori marini, l'ingegneria navale, la propulsione a eliche, le caldaie e la loro produzione, e il diagramma PV.

## Biografia
Nato a Callington, in Cornovaglia, nel 1834, sposò Elizabeth Parker Lewis di Gloucester nel 1857 a Plymouth. Si stabilirono a Sheerness dove, nel 1859, Burgh ottenne il suo primo brevetto per un miglioramento dei motori a vapore. Negli anni settanta del XIX secolo hanno vissuto a Waterloo Road, Londra, e negli anni ottanta del XIX secolo a Croydon, una grande città del sud di Londra.
Dopo aver lavorato nell'industria per alcuni anni, Burgh ha avviato uno studio di consulenza come ingegnere navale nel 1859. Divenne membro dell'Institution of Mechanical Engineers nel 1870 e successivamente fu eletto primo presidente dell'Institution of Marine Engineers. Uno dei suoi apprendisti è stato l'ingegnere meccanico, inventore e direttore generale George Best Martin (1847–1901), un altro allievo è stato William Wallington Harris (1841–1924).
Burgh pubblicò il suo primo articolo sul mensile londinese The Engineer nel 1859 sul suo progetto brevettato per il miglioramento di un motore a vapore. Negli anni sessanta del XIX secolo entrò ulteriormente in risalto quando tenne diverse conferenze alla Royal Society of Arts di Londra, iniziando poi a pubblicare diversi libri. Molti di questi libri furono rieditati, ampliati e ripubblicati nei decenni successivi. Ha continuato a scrivere regolarmente articoli per The Engineer su fino alla metà degli anni settanta del XIX secolo.

## Lavori

### 1859 - Motore a vapore di Burgh

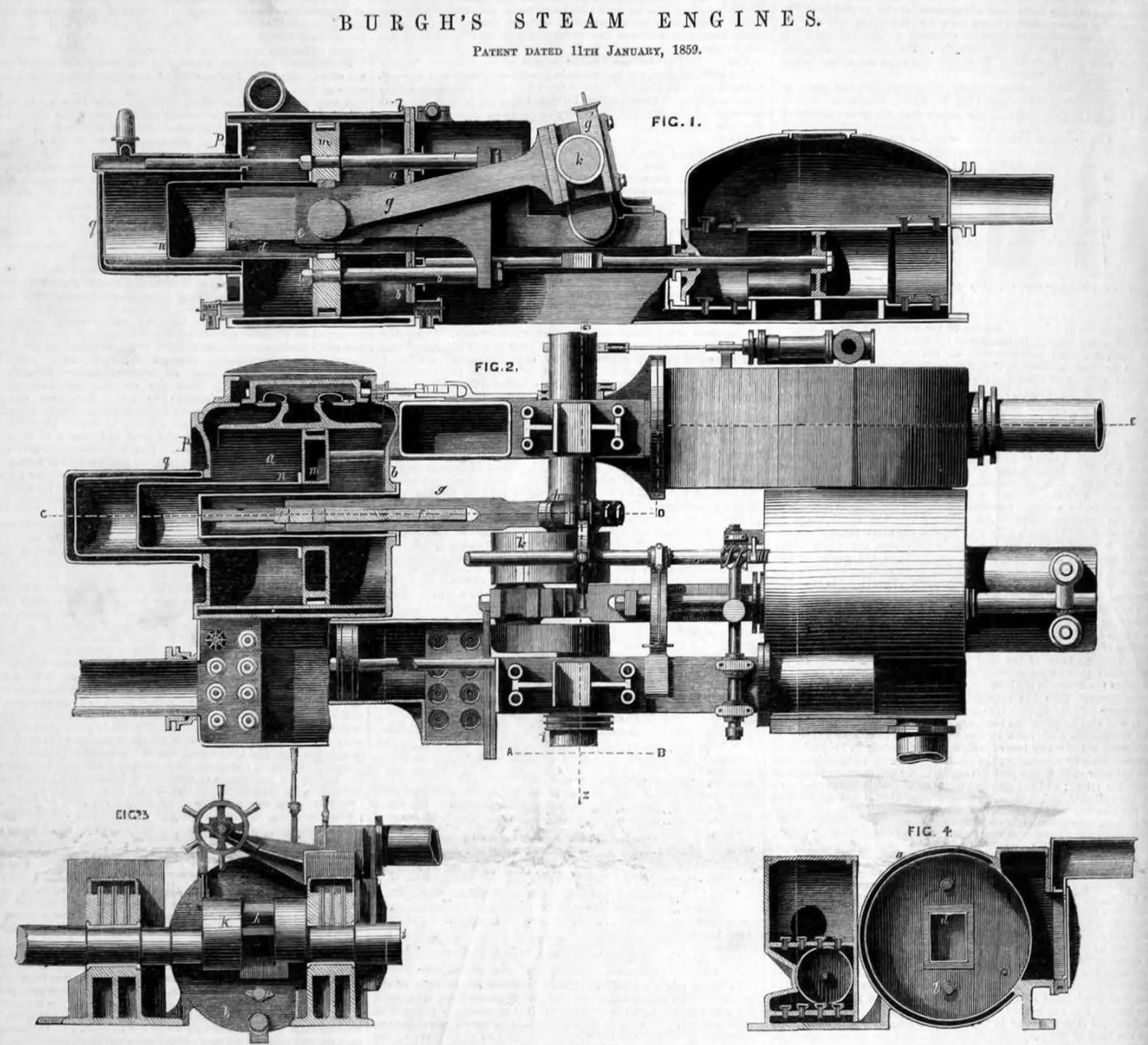
Motore a vapore di Burgh, 1859

In un articolo del 1859 pubblicato su The Engineer, Burgh ha raffigurato e descritto una disposizione migliorata di un motore a vapore marino che aveva brevettato all'inizio di quell'anno. L'immagine mostrava:
- la vista in sezione verticale di un motore marino (fig. 1) presa sulle linee C, D e B (di fig. 2)
- la vista generale in pianta di una coppia di tali motori, il cilindro del motore di poppa e la disposizione delle pompe dell'aria e delle valvole del primo motore mostrati nella sezione
- la vista in sezione trasversale (di fig. 2) presa sulla linea G, H, che mostra il cilindro di un motore, la pompa ad aria e il condensatore dell'altro motore che lo affianca, con la rimozione delle bielle, dell'elemento guida e del blocco
- i due cuscinetti principali e le loro bronzine sono mostrati nella sezione[9]

Burgh ha inoltre spiegato che "nella illustrazione a è il cilindro a vapore, b il coperchio di chiusura, che può essere gettato come parte del cilindro o può essere separato da esso; c un tronco o tubo saldamente attaccato al coperchio dell'estremità anteriore del cilindro, la coda anteriore di tale tronco o tubo aperta, mentre l'estremità posteriore o interna è chiusa perfettamente a tenuta di vapore.... (ecc.)"

### 1863 -A treatise on sugar machinery

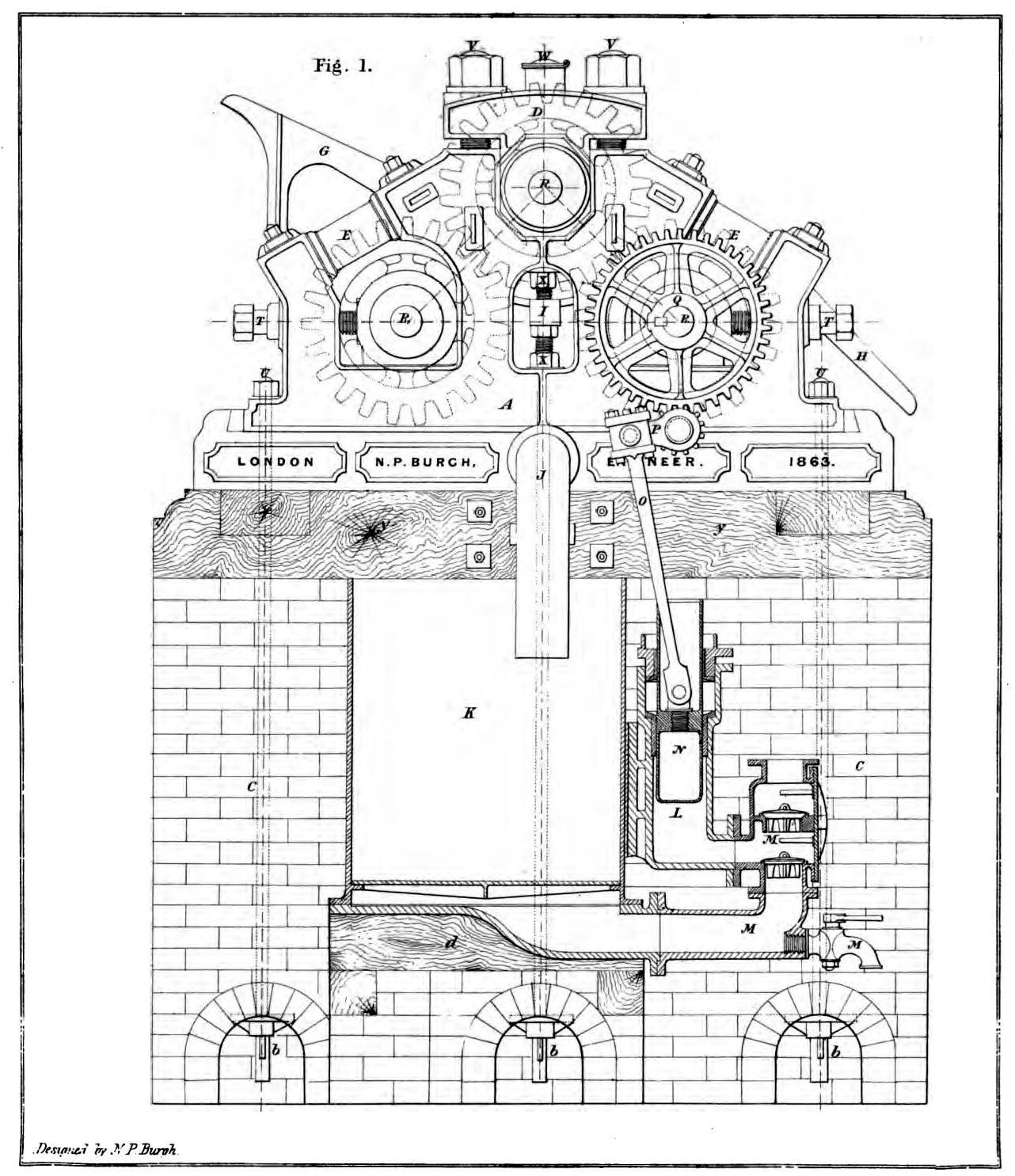
A treatise on sugar machinery, Pianta 1, 1863

Nella prefazione di A treatise on sugar machineryo (1863) ha spiegato che il lavoro è stato:
(Nicholas Procter Burgh, A treatise on sugar machinery)
Il libro è stato diviso in tre parti, che Burgh ha descritto come segue:
MANUFACTURING MACHINERY: In this part of the work the author has endeavoured to show the mode of producing effective and durable machinery of the best kind he is at present conversant with.
ERECTING AND CONNECTING: As this branch of engineering is an important one, the author has deemed it requisite to describe in detail, the proper method of erecting and constructing the whole of the machinery used in the produce of sugar from the cane; but more particularly that of the sugar mill and vacuum pan, these two apparatus being the most essential.»
MACCHINARIO DI FABBRICAZIONE: In questa parte dell'opera l'autore ha cercato di mostrare il modo di produrre macchinari efficaci e durevoli del miglior tipo con cui ha attualmente familiarità.
IL MONTAGGIO E IL COLLEGAMENTO: Poiché questo ramo dell'ingegneria è importante, l'autore ha ritenuto necessario descrivere in dettaglio il metodo corretto di montaggio e costruzione dell'insieme dei macchinari utilizzati per la produzione dello zucchero dalla canna; ma più in particolare quello del mulino e della coppiglia, che sono i due apparecchi più importanti.»
(Nicholas Procter Burgh, A treatise on sugar machinery)

### 1867 -Modern Marine Engineering

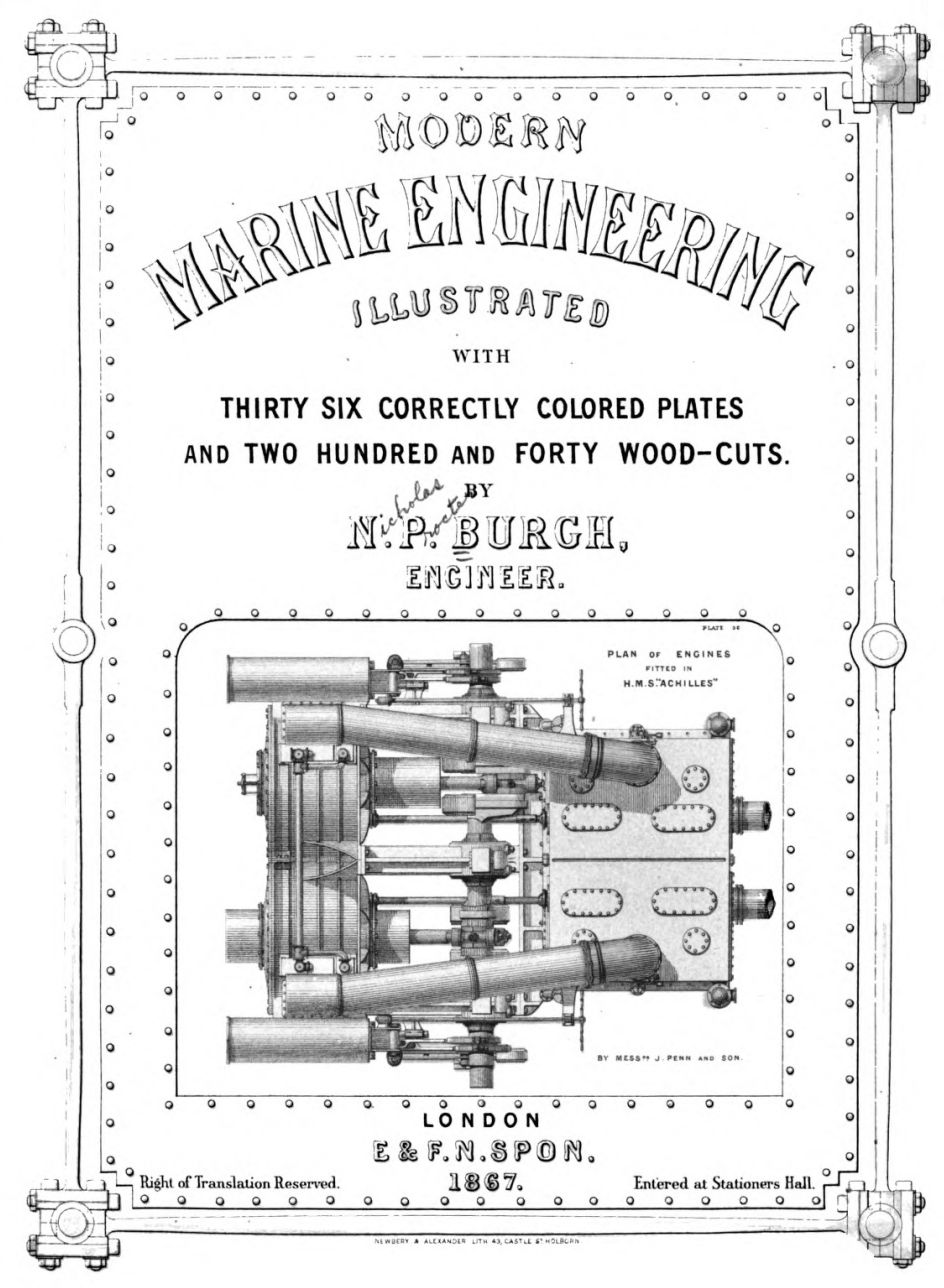
Modern Marine Engineering, pagina del titolo, 1867

Una recensione di questo lavoro del 1867 pubblicata sul Scientific American ha dato la seguente introduzione:
English writers have, with a iew exceptions, supplied all the literature of the profession, and to them we look for the best works on the subject. John Bourne has rendered substantial service in this way, and there are no works on mechanical engineering more useful and reliable than his Catechism, and later Hand Book.
We have before us a new work on Modern Marine Engineering applied to paddle and screw steamers, by N.P. Burgh, engineer. The work is published in England, and issued in New York by D. Van Nostrand, No. 192 Broadway.»
Gli scrittori inglesi hanno, con poche eccezioni, fornito tutta la letteratura della professione, e a loro cerchiamo le migliori opere sull'argomento. John Bourne ha reso un servizio sostanziale in questo modo, e non ci sono opere di ingegneria meccanica più utili e affidabili del suo Catechism, e successivamente Hand Book.
Abbiamo davanti a noi un nuovo lavoro di Modern Marine Engineering applicato ai piroscafi a pale e a eliche ingegnerizzate da N.P. Burgh. L'opera è pubblicata in Inghilterra, e distribuita a New York da D. Van Nostrand, No. 192 Broadway.»
(Scientific American)
La recensione procede con una sintesi del primo capitolo:
(Scientific American)

### 1869 -The Indicator Diagram Practically Considered
Uno dei libri successivi pubblicati da Burgh era sul diagramma PV, fin dall'inizio del XX secolo chiamato diagramma del volume di pressione o diagramma fotovoltaico. Questo è stato il primo (e unico) libro dedicato esclusivamente al diagramma PV, al suo background teorico e alle sue applicazioni. Questo tipo di diagramma è stato sviluppato alla fine del XVIII secolo nel laboratorio di Boulton & Watt da James Watt e dal suo dipendente John Southern (1758–1815). Fu utilizzato per migliorare l'efficienza dei motori e ha mantenuto il segreto commerciale fino al 1830. Nel 1850 William John Macquorn Rankine fu uno dei primi a fornire una descrizione dettagliata del dispositivo. Secondo Miller (2011):
(David Philip Miller, The International Journal for the History of Engineering & Technology)
Altre opere dell'epoca descrivono il diagramma e la sua origine, come nel Handbook of the steam-engine del 1865 dell'ingegnere britannico John Bourne. Nel capitolo Power and performance of engines introdusse il dispositivo e fece ampio uso di diagrammi PV. Nel primo capitolo della sua opera del 1869 fornì una descrizione generale dello stato dell'arte in materia a quei tempi:
(John Bourne, Handbook of the steam-engine)

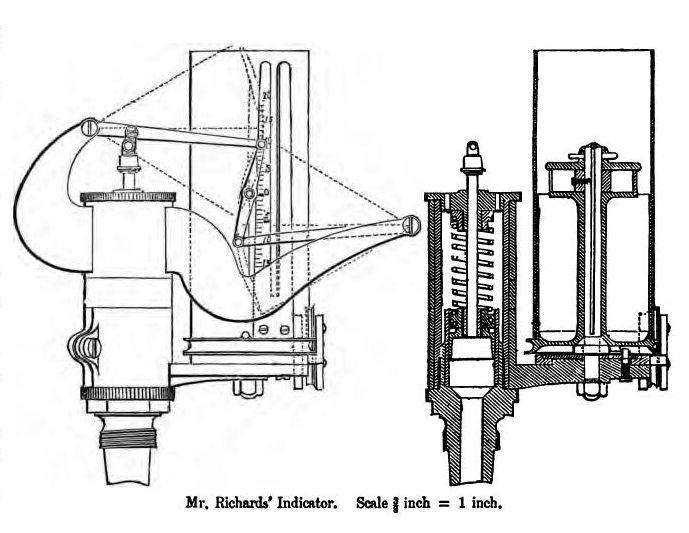
L'indicatore di Mr Richards, 1869

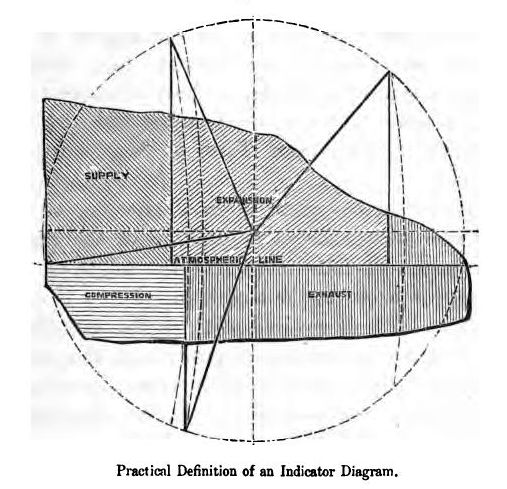
Definizione pratica del diagramma PV, 1869

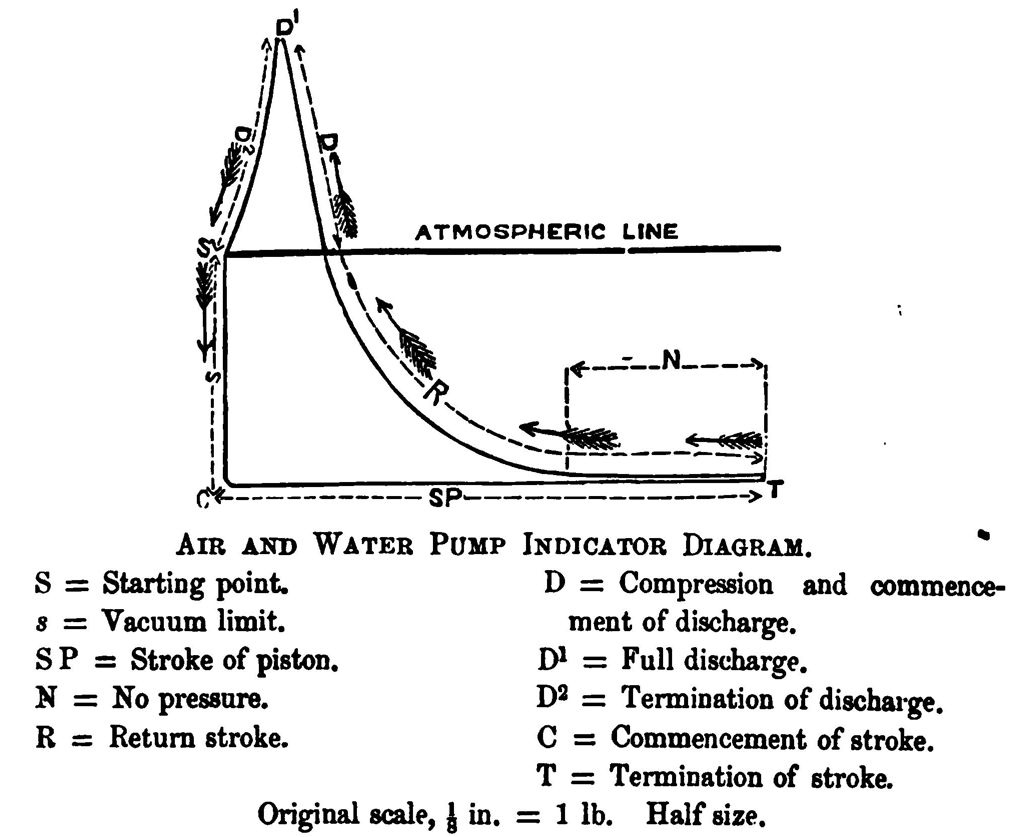
Diagramma PV della pompa dell'aria e dell'acqua, 1869

Nella prefazione, Burgh ha spiegato che il libro descrive tutte le entrate e le uscite del diagramma PV nei seguenti dieci passi:

- Capitolo I. Contiene la descrizione e l'uso dell'indicatore, illustrando, su scala di lavoro, gli indicatori dei signori Maudslays e Richards (vedi immagine).
- Capitolo II. È sotto il titolo, "How to take an indicator diagram correctly:" che tratta l'azione del vapore nel cilindro; la definizione del diagramma; corretto indicatore di marcia per i motori orizzontali, verticali e oscillanti, e le note di indicazione.
- Capitolo III. Si occupa della prova di pressione atmosferica e dei particolari delle pressioni di vapore, e comprende regole e tabelle che trattano l'argomento, con esempi pratici e illustrazioni.
- Capitolo IV. È una completa descrizione e illustrazione della geometria teorica del diagramma degli indicatori in modo più pratico di quanto non sia stato finora pubblicato.
- Capitolo V. È la geometria pratica del diagramma degli indicatori, che spiega completamente la targhetta del frontale e le altre figure ad esso collegate.
- Capitolo VI. inizia con le illustrazioni degli schemi degli indicatori e degli ingranaggi costruiti dalle ditte che ho citato, e altri i cui nomi sono indicati sotto le figure: questo capitolo contiene ventuno schemi di motori a vite moderni e ordinari di tutte le classi; tre di motori composti; tre di motori a vapore; e due illustrazioni di indicatori di direzione per motori ad azione di ritorno.
- Capitolo VII. È dedicato ai diagrammi tratti dai più moderni motori a pale, e ne contiene diciotto illustrazioni; anche il più perfezionato indicatore di marcie dei signori Penn e Napier, per motori oscillanti.
- Capitolo VIII. Tratta gli schemi degli indicatori dei motori terrestri, con undici esempi tratti da varie classi, compresi i motori di locomotive.
- Capitolo IX. Spiega e illustra in modo completo gli schemi delle pompe dell'aria e dell'acqua.
- Capitolo X. Chiude questo lavoro con la spiegazione della potenza indicata in relazione al diagramma.

Quest'opera è stata ripubblicata più volte ai tempi di Burgh. La quarta edizione di quest'opera fu pubblicata nel 1876 e la quinta edizione nel 1879.

## Accoglienza
Burgh era ben noto ai suoi giorni. Molti dei suoi libri furono ripubblicati ai suoi tempi. Il suo Pocket-Book of Practical Rules for the Proportions of Modern Engines and Boilers for Land and Marine purposes è stato ripubblicato fino alla settima edizione a metà degli anni ottanta del XIX secolo. Engineer. King's Notes on Steam ha raggiunto la diciannovesima edizione nel 1882. Nel 1860 il suo lavoro divenne noto a livello internazionale. Negli Stati Uniti la rivista Scientific American ha pubblicato recensioni del suo lavoro, il suo lavoro è stato pubblicato a New York dalla D. Van Nostrand Company di David Van Nostrand. In Germania l'ingegnere Conrad Matschoss (1908) ha riconosciuto che Burgh e John Bourne erano i principali autori di motori a vapore marini nel 1850 e 1860.
Dopo la sua morte, nel XX secolo, nuovi sviluppi nel campo hanno reso obsoleti i lavori di Burgh, ma riferimenti al suo lavoro continuano ad apparire regolarmente su piccola scala. Ad esempio, uno di quei riferimenti degli anni Trenta scriveva:
(Edgar Charles Smith, A Short History of Naval and Marine Engineering)
Un'altra pubblicazione del 1940 sulla rivista Combustion ne ha parlato:
(Carl Stripe, Combustion)
Il lavoro di Burgh non è stato completamente dimenticato, anche nella seconda parte del ventesimo secolo sono stati fatti di continuo riferimenti al suo lavoro. Ad esempio, nel 1967 Adrian Arthur Bennett ha citato i libri di Burgh Rules for Designing, Constructing and Erecting Land and Marine Engines and Boilers e Modern Screw Propulsion che gioca un ruolo nell'introduzione della scienza e della tecnologia occidentale in Cina nell'Ottocento. Nel 1990 Stephen Hughes ha fatto riferimento alla corrispondenza di Burgh sul motore a raggiera nel suo The Archaeology of an Early Railway System e Richard L. Hills ha citato il suo lavoro nel History of the Stationary Steam Engine.

## Opere
- (EN) Nicholas Procter Burgh, A treatise on sugar machinery, E. & F.N. Spon, 1863.
- (EN) Nicholas Procter Burgh, Practical illustrations of modern land and marine engines, E. & F.N. Spon, 1864.
- (EN) Nicholas Procter Burgh, Practical rules for the proportions of modern engines and boilers for land and marine purposes, H.C. Baird, 1865.
- (EN) Nicholas Procter Burgh, Modern marine engineering, illustrated with thirty six correctly colored plates and two hundred and forty wood-cuts, E. & F.N. Spon, 1866.
- (EN) Nicholas Procter Burgh, A practical treatise on modern screw-propulsion: Illustrated with fifty-two plates, and one hundred and three woodcuts, E. & F.N. Spon, 1869.
- (EN) Nicholas Procter Burgh, The indicator diagram pratically considered, E. & F.N. Spon, 1869.
- (EN) Nicholas Procter Burgh, A practical treatise on the condensation of steam, E. & F.N. Spon, 1871.
- (EN) Nicholas Procter Burgh, Link-motion and expansion-gear, pratically considered, E. & F.N. Spon, 1872.
- (EN) Nicholas Procter Burgh, A practical treatise on boilers and boiler-making, E. & FN Spon, 1873.
- (EN) Nicholas Procter Burgh, Modern marine compound engines; forming a supplement to modern marine engineering, E. & FN Spon, 1874.